# Villardeciervos
Villardeciervos es un municipio y localidad española perteneciente a la provincia de Zamora, en la comunidad autónoma de Castilla y León.

## Etimología
Villar y sus variantes (Villares, Villarino o Villarejo) es uno de los topónimos más abundantes en la provincia, tanto de la toponimia mayor (Villar de Fallaves, Villar de Farfón, Villar de los Pisones, Villar del Buey, Villaralbo, Villardiegua de la Ribera, Villardondiego, Villarejo de la Sierra, Villarino de Cebal, Villarino de Manzanas, Villarino de Sanabria y Villarino Tras la Sierra), como de la toponimia menor. Son topónimos que proceden del «villare» latino que a su vez deriva de «villa», palabra que primitivamente significó explotación agraria, luego aldea, más tarde, ya en la última época romana y en los principios de la Alta Edad Media pequeña ciudad con municipio. El derivado «villare» es, al principio, una explotación desgajada del fundo primitivo que más tarde fue fundo y que en ocasiones terminó siendo una aldea, y en otras incluso una villa. Es decir, «villare» y por tanto villar, se refiere a una localidad más pequeña que el núcleo de población designado por villa, por lo que, en general, los «villare» son más pequeñas y de menor categoría histórica y administrativa que los núcleos de población conocidos por un topónimo compuesto cuyo primer elemento es villa o villas. Además los topónimos villa se suelen deber a la repoblación cristiana de los siglos X, XI y XII, pues villa parece haber sido el apelativo con el significado de población, villa, aldea, etc. preferido por los repobladores medievales, mientras que los llamados villar, villares, villarejo o villarino proceden directamente asentamientos de época romana, como atestiguan los abundantes restos romanos que suelen ofrecer, sobre todo cerámica y tégulas.

## Geografía
El municipio, perteneciente a la comarca de La Carballeda, se encuentra asentado a los pies de la sierra de la Culebra que delimita su término hacia el sur y configura un paisaje caracterizado frondosos bosques de repoblación —generalmente de coníferas— y, en menor medida, de bosques autóctonos de roble, melojo y castaño. Por el norte se encuentra rodeado por los pantanos de Agavanzal, Valparaíso y Cernadilla. El casco urbano que constituye la villa, fue declarado bien de interés cultural en la categoría de conjunto histórico en 1987. En él destaca la iglesia de Nuestra Señora de la Asunción y un buen número de grandes casonas de dos y tres plantas construidas en piedra rojiza de sillares o con mampostería bien trabada, en las que destaca el volado al exterior de sus galerías. Junto a estas edificaciones hay otras, también en piedra, que se caracterizan por su mayor sencillez y por utilizar las galerías y las solanas como elementos constructivos identificativos.
Villardeciervos está situado en el oeste de la provincia de Zamora, limitando al oeste con Boya, al noroeste con Cional, al norte con Manzanal y Val de Santa María, al este con Villanueva de Valrojo, al sureste con Ferreras de Arriba y al suroeste con San Pedro de las Herrerías.

### Clima
De acuerdo a los datos de la tabla a continuación y a los criterios de la clasificación climática de Köppen modificada el clima de Villardeciervos es mediterráneo fresco de tipo Csb.
| Parámetros climáticos promedio de Villardeciervos en el periodo 1966-2003                                                                            | Parámetros climáticos promedio de Villardeciervos en el periodo 1966-2003 | Parámetros climáticos promedio de Villardeciervos en el periodo 1966-2003 | Parámetros climáticos promedio de Villardeciervos en el periodo 1966-2003 | Parámetros climáticos promedio de Villardeciervos en el periodo 1966-2003 | Parámetros climáticos promedio de Villardeciervos en el periodo 1966-2003 | Parámetros climáticos promedio de Villardeciervos en el periodo 1966-2003 | Parámetros climáticos promedio de Villardeciervos en el periodo 1966-2003 | Parámetros climáticos promedio de Villardeciervos en el periodo 1966-2003 | Parámetros climáticos promedio de Villardeciervos en el periodo 1966-2003 | Parámetros climáticos promedio de Villardeciervos en el periodo 1966-2003 | Parámetros climáticos promedio de Villardeciervos en el periodo 1966-2003 | Parámetros climáticos promedio de Villardeciervos en el periodo 1966-2003 | Parámetros climáticos promedio de Villardeciervos en el periodo 1966-2003 |
| Mes | Ene.                                                                      | Feb.                                                                      | Mar.                                                                      | Abr.                                                                      | May.                                                                      | Jun.                                                                      | Jul.                                                                      | Ago.                                                                      | Sep.                                                                      | Oct.                                                                      | Nov.                                                                      | Dic.                                                                      | Anual                                                                     |
| --- | ------------------------------------------------------------------------- | ------------------------------------------------------------------------- | ------------------------------------------------------------------------- | ------------------------------------------------------------------------- | ------------------------------------------------------------------------- | ------------------------------------------------------------------------- | ------------------------------------------------------------------------- | ------------------------------------------------------------------------- | ------------------------------------------------------------------------- | ------------------------------------------------------------------------- | ------------------------------------------------------------------------- | ------------------------------------------------------------------------- | ------------------------------------------------------------------------- |
| Temp. media (°C) | 2.90                                                                      | 4.30                                                                      | 6.60                                                                      | 8.20                                                                      | 11.70                                                                     | 15.80                                                                     | 18.70                                                                     | 18.70                                                                     | 15.40                                                                     | 10.70                                                                     | 6.30                                                                      | 3.70                                                                      | 10.30                                                                     |
| Precipitación total (mm) | 111.10                                                                    | 81.80                                                                     | 59.30                                                                     | 72.40                                                                     | 77.40                                                                     | 46.60                                                                     | 16.30                                                                     | 17.40                                                                     | 44.10                                                                     | 90.10                                                                     | 91.30                                                                     | 110.60                                                                    | 818.40                                                                    |
| Fuente: Ministerio de Agricultura, Alimentación y Medio Ambiente. Datos de precipitación y temperatura para el periodo 1966-2003 en Villardeciervos. |                                                                           |                                                                           |                                                                           |                                                                           |                                                                           |                                                                           |                                                                           |                                                                           |                                                                           |                                                                           |                                                                           |                                                                           |                                                                           |

### Fauna
A finales de verano o principios de otoño es la época reproductora de ciervos. El aire se llena de los roncos y largos bramidos de los machos en celo y resuenan los golpes de sus cuernos, en su lucha por hacerse con el control de la manada. De esta manera realizan una selección natural en el derecho por la reproducción.

## Historia

### Época prerromana
Los orígenes más remotos de la población se encuentra en la «Peña del Castro». Esta elevación, en cuya base se asienta el actual pueblo, estuvo habilitada durante la Primera Edad del Hierro y la Segunda Edad del Hierro hasta la llegada de los romanos, es decir, entre los siglos VII y I a. C. Sus habitantes vivían principalmente de la agricultura —en la zona han aparecido fragmentos de molinos barquiformes o de vaivén, elaborados en gneis y granito— y de un tipo de ganadería mixta, ya que se basaba en el tradicional ganado ovino, caprino y vacuno, junto con cerdos y caballos. Esta economía se complementaba con la caza, la pesca y la recolección de frutos, siendo de especial mención el abundante consumo que se hacía de la carne de ciervo, corzo y rebeco. Además, se desarrolló una incipiente actividad minera.
Se estima que la población que vivía en la «Peña del Castro» no superaba el centenar de individuos. En el asentamiento se puede apreciar en primer lugar la muralla y además los cimientos de casas circulares con zócalo de piedra, sobre el que se seguramente se elevaría un tapial que posiblemente estaría cerrado con ramaje. El suelo solía ser de tierra apisonada con un hogar central. En un momento indeterminado del siglo IV a. C. se produce otra llegada de indoeuropeos que van a traer como novedades el uso masivo del hierro y de su particular modelado de cerámica. A esta época se le debe la configuración de la muralla, para lo que colocaron las piedras a hueso, de unos cuatro metros de altura por otros tantos de anchura y con entrada curva, en embudo y con una torre que facilite las tareas de vigilancia y defensa.
La economía es similar a la del periodo anterior, aunque se producen cambios significativos en el seno de su sociedad. Sus habitantes se encuentran unidos por lazos de sangre, con costumbres y tradiciones que en algunos casos han perdurado hasta la actualidad. La mayoría de los autores indican que esta zona está incluida en el pueblo de los astures y dentro de la gente de los zoelas, que tenían su capital en el Castro de Avelãs, junto a Braganza. No obstante, las especiales características constructivas del castro y la doble referencia de Estrabón de que los galaicos limitaban con los celtíberos, hace factible pensar que toda la sierra de la Culebra hasta Escober pertenecían a la etnia galaica y por tanto también los habitantes de «Peña del Castro».

### Época romana
La caída y abandono de la «Peña del Castro» se produjo en las operaciones previas romanas a la conquista de los astures, cántabros y galaicos del siglo I a. C. Sus habitantes serían llevados al llano. En el término de Villardeciervos solo aparecen muy claros restos romanos en el «puente de las Fraguas», pero este es una explotación minera, por lo que se cree hubo de estar en “Villarino”, a pesar de que no se encuentran restos romanos debido a que la zona estuvo habitada hasta bien entrado el siglo XVII.
No obstante el término de Villardeciervos va a tener una gran importancia en época romana, pues por él va a pasar la vía A Bracara Asturicam (calzada romana que unía Braga con Astorga), de gran importancia estratégica, militar y económica (en el siglo XIX será denominada “Vía XVII del itinerario de Antonio Pio”). La presencia romana está atestiguada, como decíamos, en el “Puente de las Fraguas”, donde aparecieron, antes de su arrasamiento, cuatro hornos romanos, escorias, tégulas y fragmentos cerámicos. Desde este momento se pierde todo conocimiento de la vida de los pueblos hasta la época medieval.

### Edad Media
En la Edad Media, Villardeciervos quedó integrado en el Reino de León, cuyos monarcas acometieron la repoblación del oeste zamorano.
El documento escrito más antiguo hasta ahora hallado sobre Villardeciervos se remonta al año 1155, donde ya aparece con el nombre de “Vilar de Cervos”. En él, Villardeciervos aparece como posesión del monasterio de Moreruela, junto con Folgoso, “Zeonal”, Manzanal y otros pueblos. Desde el 4 de octubre de 1163, según el documento del papa Alejandro III, el sumo pontífice toma bajo su protección al monasterio de Moreruela y libra a sus granjas y haciendas del pago de diezmos, entre las que estaban la “grangiam de Vilar de Cervos”.
En 1305 todo el término de Villardeciervos, por sus magníficos pastos y montes, será acotado por el monasterio de Moreruela a fin de que nadie entrara en ellos. Lo mismo ocurriría con la actividad metalúrgica. Por tanto, la granja que el monasterio tiene en Villardeciervos es similar al resto de las que el monasterio poseyó. Era una unidad agraria, dependiente de la abadía central, explotada por hermanos conversos dirigidos por un «magister grangiae». Al disminuir el número de hermanos conversos, los dominios cistercienses fueron dados a fuero a campesinos dependientes. Así, a finales del siglo XIII, Moreruela, en lugar de explotar esas tierras directamente, consigue rentas de quienes las explotaban.
El declive del monasterio en la Carballeda se agrava a partir de 1398, con la irrupción en la zona de los condes de Benavente. Alonso Pimentel, tercer conde de Benavente, por compra o trueque se hace con las posesiones de Moreruela en la Carballeda. Villardeciervos pasa así de ser señorío eclesiástico a señorío real para acabar siendo señorío señorial.

### Época moderna

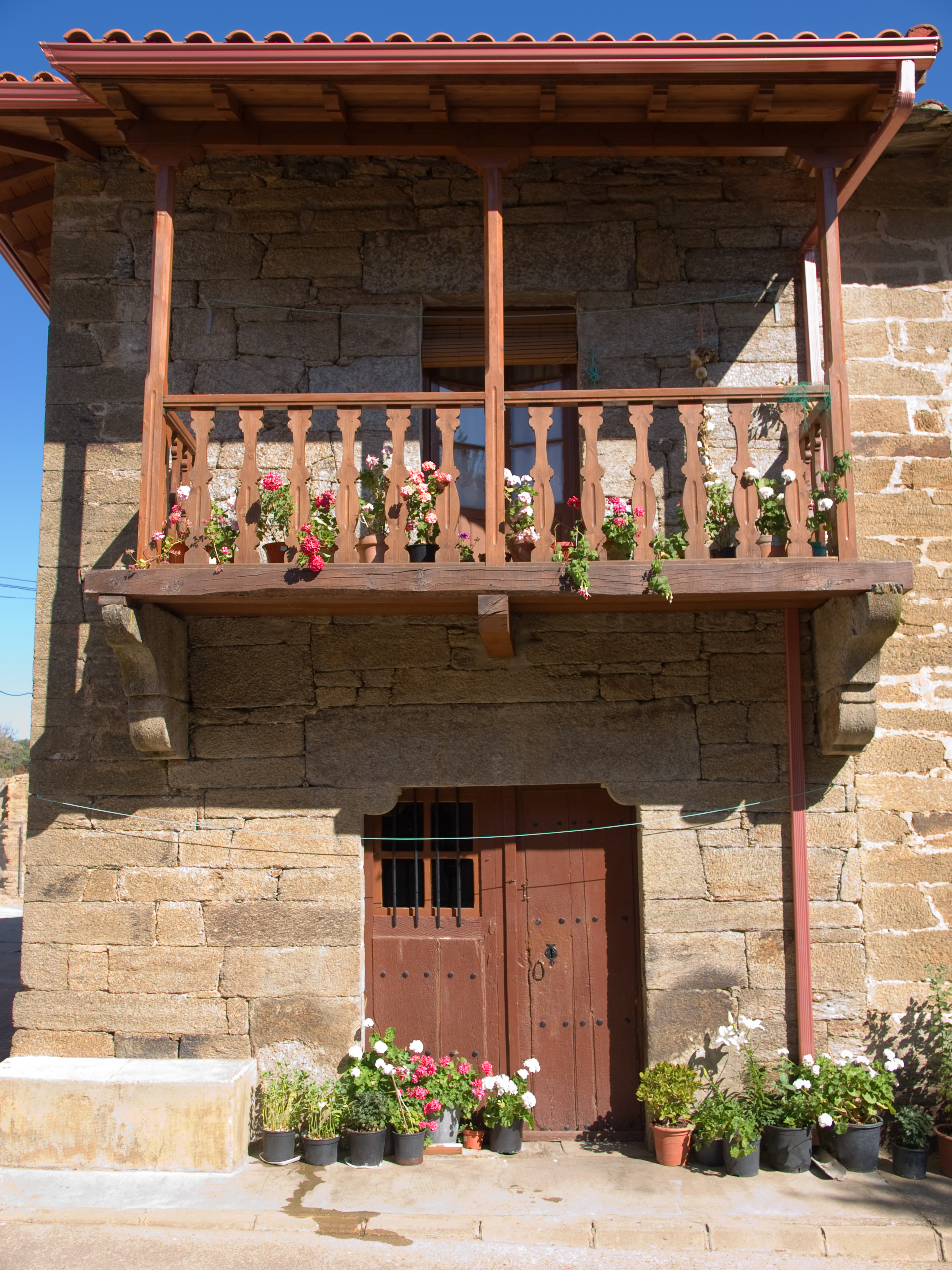
Casa tradicional.

Durante la Edad Moderna, Villardeciervos estuvo integrado en la provincia de las Tierras del conde de Benavente, y dentro de esta en la receptoría de Benavente.
El 24 de agosto de 1499, los condes de Benavente, por favores prestados, van a donar el derecho del cobro de alcabalas al noble Pedro Sarmiento. Este derecho va a pasar a sus sucesores, de tal manera que Diego José de Oca aparece en 1752 como “dueño de Villardeciervos y vecino de Betanzos”.

### Edad Contemporánea
Villardeciervos muestra una notable pujanza económica y social durante el siglo XIX. Su población era de 250 vecinos y 1020 habitantes en el censo de Madoz, todo ello a pesar de que ésta se viera diezmada por una epidemia de cólera en 1834. En lo referente a su economía el pueblo va a destacar, además de por una gran actividad agrícola y ganadera, por su producción de telas y su actividad comercial y arriera. Este poder y la participación de algunos de sus dirigentes en la agitada vida política de la época, le van a llevar a solicitar, contratando a importantes abogados de Madrid, el ser cabeza de partido judicial durante el reinado de Isabel II, cosa que no conseguirían.
De poco valió el valeroso comportamiento de los cervatos el 27 de agosto de 1823. Según el comunicado del Ministerio de Guerra del 16 de octubre de 1823, veintisiete cervatos atacaron cerca del pueblo a 42 hombres a caballo, dirigidos por el teniente coronel del regimiento del Algarbe, Alonso Martín, matando a dos hombres y haciendo prisioneros al resto. Por esta hazaña, Fernando VII, a propuesta del general O’Donnell, va a conceder a los habitantes de Villardeciervos que puedan usar el lado izquierdo de su casaca pendiente de una cinta mitad roja y mitad blanca una medalla de plata que en su anverso tenga el busto del rey y alrededor un lema: “A los valientes defensores de su rey Fernando VII”; y en el reverso una inscripción horizontal que ponga: “Realistas de Vilar de Ciervos. Año de 1823”.
Con la creación de las actuales provincias en 1833, Villardeciervos pasó a formar parte de la provincia de Zamora, dentro de la Región Leonesa, quedando integrado en 1834 en el partido judicial de Puebla de Sanabria.
En 1971, el término municipal de Villardeciervos tomó su extensión actual, al incorporar el antiguo municipio de Cional, que había rechazado la fusión intermunicipal en 1970.

## Geografía humana

### Demografía
Cuenta con una población de 392 habitantes (INE 2024).
| Gráfica de evolución demográfica de Villardeciervos entre 1842 y 2021 |
| |
| Población de derecho según los censos de población del INE Población de hecho según los censos de población del INEEn este censo se denominaba Villar de Cierbos: 1842 Entre el censo de 1981 y el anterior, crece el término del municipio porque incorpora a 49049 (Cional) |

### Núcleos de población
El municipio se divide en dos núcleos de población, que poseían la siguiente población en 2024 según el INE.
| Núcleo de población | Población |
| ------------------- | --------- |
| Villardeciervos     | 354       |
| Cional              | 41        |

## Cultura

### Fiestas
Una de las más importantes es la fiesta del Corpus Christi, que se celebra nueve semanas después de los festejos de Semana Santa. Tras la misa, se sale en procesión portando la Santa Custodia bajo palio y que, tradicionalmente, es acompañada por la corporación municipal. En Villardeciervos además, existen otras fiestas de gran importancia, como son la de San Antón el 17 de enero y la de San Antonio el 13 de junio. Ambas son de gran tradición cervata, iniciadas en el año 1808 cuando los cervatos que luchaban contra los ejércitos de Napoleón, se encomendaban a San Antonio para ir a la batalla. En la actualidad, estas fiestas están dirigidas y gobernadas por el alcalde de Mozos, fiel reflejo de la popularidad del Santo y del pueblo y máximo exponente del amor a San Antonio. También es de amplia tradición la fiesta de Nuestra Señora de la Encarnación, que tiene una ermita en plena sierra de la Culebra y que fue derribada tras la Desamortización de Mendizábal y cuya festividad se celebra el día veinticinco de marzo. Sin embargo al estar fuera del pueblo muchos hijos de la villa, esta celebración también se realiza durante la semana cultural del mes de agosto por encontrarse de vacaciones una mayoría de cervatos en el pueblo.

## Monumentos y lugares de interés

### Sierra de la Culebra
La sierra de la Culebra se sitúa entre las comarcas de Aliste y La Carballeda-Sanabria, declarada Reserva Nacional de caza desde 1973 en más de 60.000 hectáreas. Transcurre desde cerca de Puebla de Sanabria hasta el río Esla.

### Playa
La playa de Villardeciervos es un lugar muy visitado por turistas. Cuenta con un pequeño embarcadero, unos cuantos merenderos a disposición de todos, y un chiringuito donde se puede comprar ciertas cosas. En la playa también se puede practicar la pesca de truchas, y otros peces de la zona.

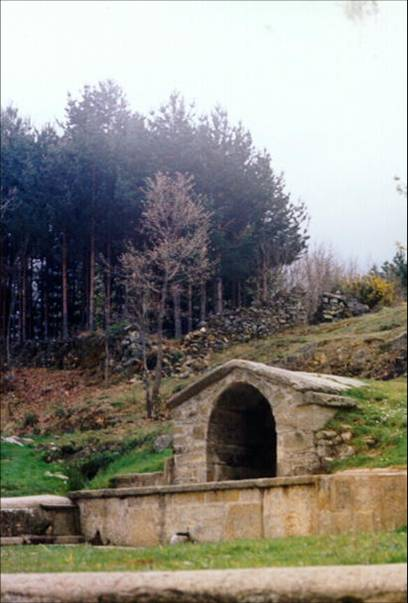
Caño.

### Peña del Castro
Subir al Castro nos permite disfrutar de un manto de laderas de roble, pino y castaño, aparte de maravillosas vistas. Es el lugar perfecto para contemplar el paisaje.

### Ermita
Actualmente de la ermita solo existen las ruinas. Fue un centro de peregrinación de los pueblos del en torno a Villardeciervos. Se reunían en la ermita el día de la fiesta de la Encarnación los vecinos junto con sus alcaldes, y se determinaba allí mismo el día que tenían que volver a verse, para establecer de nuevo los límites de los pueblos entre sí. Era una costumbre que se hacía año tras año. A la llegada de la desamortización dictada por Mendizábal, la ermita de Nuestra Señora de la Encarnación, fue destruida, su imagen fue llevada para la iglesia parroquial de Villardeciervos, así como la lámpara que lucía día y noche en la ermita. La lámpara, hace años "desapareció" de la iglesia de Villardeciervos. Las piedras y maderas se llevaron a paredes de fincas y de casas (existe una leyenda que posiblemente la mitad es verdad sobre este hecho). En el mes de agosto desde hace unos doce años, se ha vuelto a la ermita, con una procesión y una romería para honrar a la Santísima Virgen. Ahora también es visitada por los habitantes del pueblo y los numerosos turistas durante todo el año. Se hizo un pequeño altar de piedra, donde se celebra una misa en el mes de agosto. Para tal acontecimiento se sube con la Virgen del Rosario, aunque allí ya hay una Virgen de la Encarnación, que ha sido donada por un vecino del pueblo.

### Caño
El caño Grande es una fuente en la que la gente del pueblo recoge el agua potable para su uso diario que baja desde un manantial de la sierra de la Culebra. Consta también de unos pilones o pozas que antiguamente se utilizaban para que las mujeres pudieran lavar la ropa. Existe también el "caño Pequeño", de idénticas características al ya mencionado. Dentro del pueblo hay varias fuentes, está la de la iglesia, la de detrás de la iglesia, la del barrio de Abajo, la de la plaza Mayor, la de la puerta del Remesal, la de la puerta del Oficial, la de los Carballos, la de la puerta del Rojo, y a las afueras más próximas al pueblo, está la de Valdesilvoso, además de otras cuarenta y tres fuentes, distribuidas por todo el término de Villardeciervos.